# Mariano Yela Granizo
Mariano Yela Granizo (Madrid, 2 de març de 1921 - 5 de novembre de 1994) fou un psicòleg i filòsof espanyol, acadèmic de la Reial Acadèmia de Ciències Morals i Polítiques.

## Biografia
Pertanyia a una família humil. Acabada la Guerra Civil espanyola va estudiar Filosofia en la Universitat Complutense de Madrid. En acabar, va rebre una beca gràcies a la qual va estudiar a Bèlgica amb Albert Michotte i amb Louis Leon Thurstone als Estats Units. En 1948 es va fundar el Departament de Psicologia Experimental del Consell Superior d'Investigacions Científiques, amb José Germain de director i Yela de secretari. En 1952 va ser el primer Secretari de la Societat Espanyola de Psicologia (de la qual posteriorment en seria President) i a l'any següent Secretari de l'Escola de Psicologia de la UCM. A partir de 1957 va ser Catedràtic de la UCM. La introducció de l'anàlisi factorial a Espanya és una de les seves aportacions que li van donar més fama. Des de 1964 fins a 1974 va compaginar la seva docència i recerca entre la Universitat de Madrid i la Universitat de Lovaina. Aquest últim any va ingressar en la Reial Acadèmia de Ciències Morals i Polítiques. En 1995 va rebre, pòstumament, la Gran Creu de l'Orde d'Alfons X el Savi.
Des de 1997, el seminari del Departament de Metodologia de les Ciències del Comportament de la UCM passà a denominar-se Seminari Mariano Yela. Des de 1998, el Saló d'Actes Gran de la Facultat de Psicologia de la UCM passa a denominar-se Saló d'Actes Mariano Yela.